# Elisabeth Christine xứ Braunschweig-Wolfenbüttel-Bevern
Elisabeth Christine xứ Braunschweig-Wolfenbüttel-Bevern (8 tháng 11 năm 1715 – 13 tháng 1 năm 1797) là Vương hậu nước Phổ (Vương hậu tại Phổ từ 1772) và Tuyển hầu phu nhân xứ Brandenburg với tư cách là vợ của Friedrich Đại đế. Bà là vương hậu Phổ tại vị lâu nhất, với thời gian hơn 46 năm. Elisabeth Christine được mọi người kính trọng nhờ các hoạt động thiện nguyện suốt chiến tranh Bảy năm.

## Thế tử phi

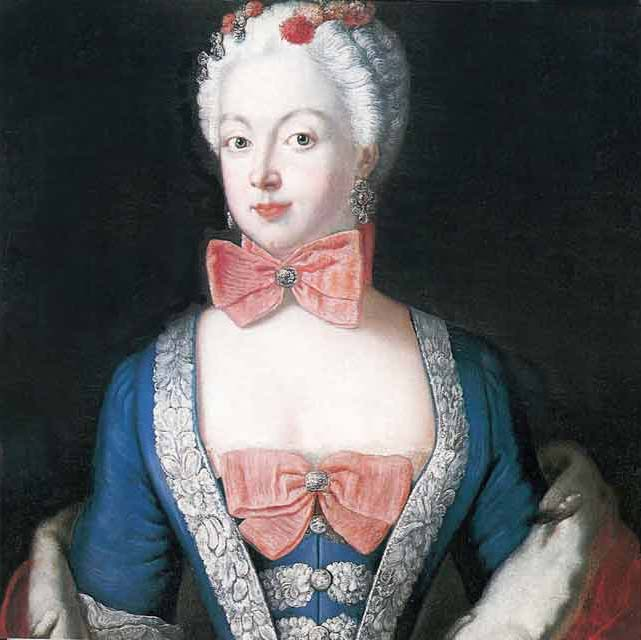
Elisabeth Christine, c. 1739, trước khi trở thành vương hậu.

Năm 1730, Thái tử Friedrich của Phổ cố gắng chạy trốn khỏi sự bạo chúa của cha mình, vua Friedrich William I, nhưng bị bắt và tống giam. Để có được sự tự do, ông được yêu cầu phải lấy Elisabeth Christine, con gái của Ferdinand Albrecht II, Công tước xứ Braunschweig-Wolfenbüttel và vợ là Antoinette, vào năm 1733. Cô của Elisabeth là Elisabeth Christine cũng là vợ của Karl VI của Thánh chế La Mã. Cuộc hôn nhân được xem là quân bài ngoại giao của nhóm thân Áo cũng như "phe đế chế" xung quanh nhà vua. Điều này mâu thuẫn với "phe Anh" xung quanh Vương hậu Sophie Dorothea, em gái của vua George II của Anh, và Thái tử Friedrich. Họ tìm kiếm một cuộc hôn nhân với cháu gái của vương hậu là vương nữ Amelia của Đại Anh, điều này sẽ tạo lên một liên mình hùng mạnh giữa Phổ, Đại Anh và được vị vương tử trẻ nông nổi coi là "tuyệt vời" hơn so với cô nàng "nhà quê" Elisabeth Christine.
Tuy nhiên, ngày 12 tháng sáu, cô gái 17 tuổi Elisabeth Christine vẫn kết hôn với Friedrich tại cung điện mùa hè của cha bà, Schloss Salzdahlum tại Wolfenbüttel, Đức. Vào đêm tân hôn, Friedrich giành một giờ ít ỏi với vợ và bỏ ra ngoài suốt cả đêm. Bởi tình huống trớ trêu đằng sau cuộc hôn nhân, ông được biết là đã cự tuyệt cuộc hôn nhân này ngay từ ban đầu. Do đó, vị trí của Elisabeth tại kinh thành Berlin rất khó khăn ngay từ ban đầu, sự hỗ trợ duy nhất bà nhận được là từ nhà vua.
Elisabeth thực sự gắn bó với cha chồng, người rất quý trọng sự hiếu thảo của bà, thứ mà không khiến chồng bà hứng thú chút nào. Friedrich vốn mang nhiều tiếng đồn là người đồng tính luyến ái, chưa từng thể hiện sự hứng thú hay ham muốn với phụ nữ; người phụ nữ duy nhất được xem là người bạn gần gũi của ông là người chị gái, Wilhelmine. Tuy nhiên, ông cũng đủ tỉnh táo để nhận thấy cơ hội mà Elisabeth trao cho nhằm cải thiện mối quan hệ với cha mình và dùng bà một cách có hệ thống để giành lại sự ưu ái của hoàng gia. Suốt năm đầu cuộc hôn nhân, Friedrich được chỉ định để thống lĩnh trung đoàn của riêng ông, có vị trí đồn trú tại Ruppin, thứ mà ông được cha trao cho sau lễ đính hôn, trong khi Elisabeth sống tại Berlin trong vương cung. Chồng bà liên tục gửi cho bà những bức thư tình nhằm xin những thứ như giấy thông hành hoặc tiền từ nhà vua hoặc thậm chí xin bà thế chấp những khoản vay từ Braunschweig để trang trải cho những chi phí của ông. Tình trạng này vẫn tiếp diễn kể cả sau khi cặp đổi chuyển tới cung điện Rheinsberg vào năm 1736.

## Vương hậu Phổ

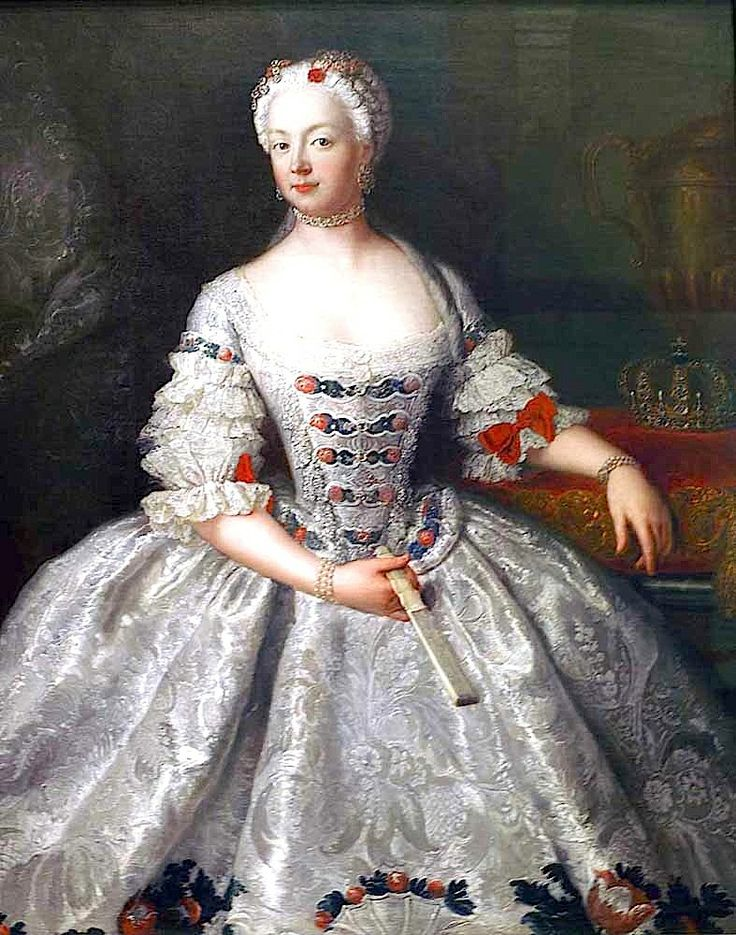
Vương hậu Elisabeth Christine xứ Braunschweig-Wolfenbüttel-Bevern

Sau cái chết của cha chồng, chồng bà thừa kế ngai vàng Phổ với hiệu Friedrich II vào năm 1740. Ông được biết là không có bất kì tính cảm nào với nữ giới và chủ trì một hội đồng quân sự cực kì khắc nghiệt, nơi phụ nữ rất hiếm khi xuất hiện. Ông hoàn toàn không quan tâm đến các nghi thức, buổi lễ và để trống hầu hết các nghĩa vụ của mình tại kinh thành Postdam. Trong thời kì đầu trị vì, ông có phần nào khôi phục lại cuộc sống cung đình, nhưng sau khi cung điện Sanssouci ở Potsdam được hoàn thành vào năm 1747, ông cô lập mình ở Sanssouci vào mùa hè và City Palace, Potsdam vào mùa đông, và chỉ xuất hiện tại vương cung ở Berlin vào dịp đặc biệt như là sinh nhật hoàng gia và chuyến thăm của các thân vương. Dù cho bản thân khinh miệt với đời sống cung đình, tuy nhiên, ông hiểu tầm quan trọng của nó trong hệ thống nhà nước nên không bãi bỏ chúng, mà để lại toàn bộ việc đó cho Elisabeth.

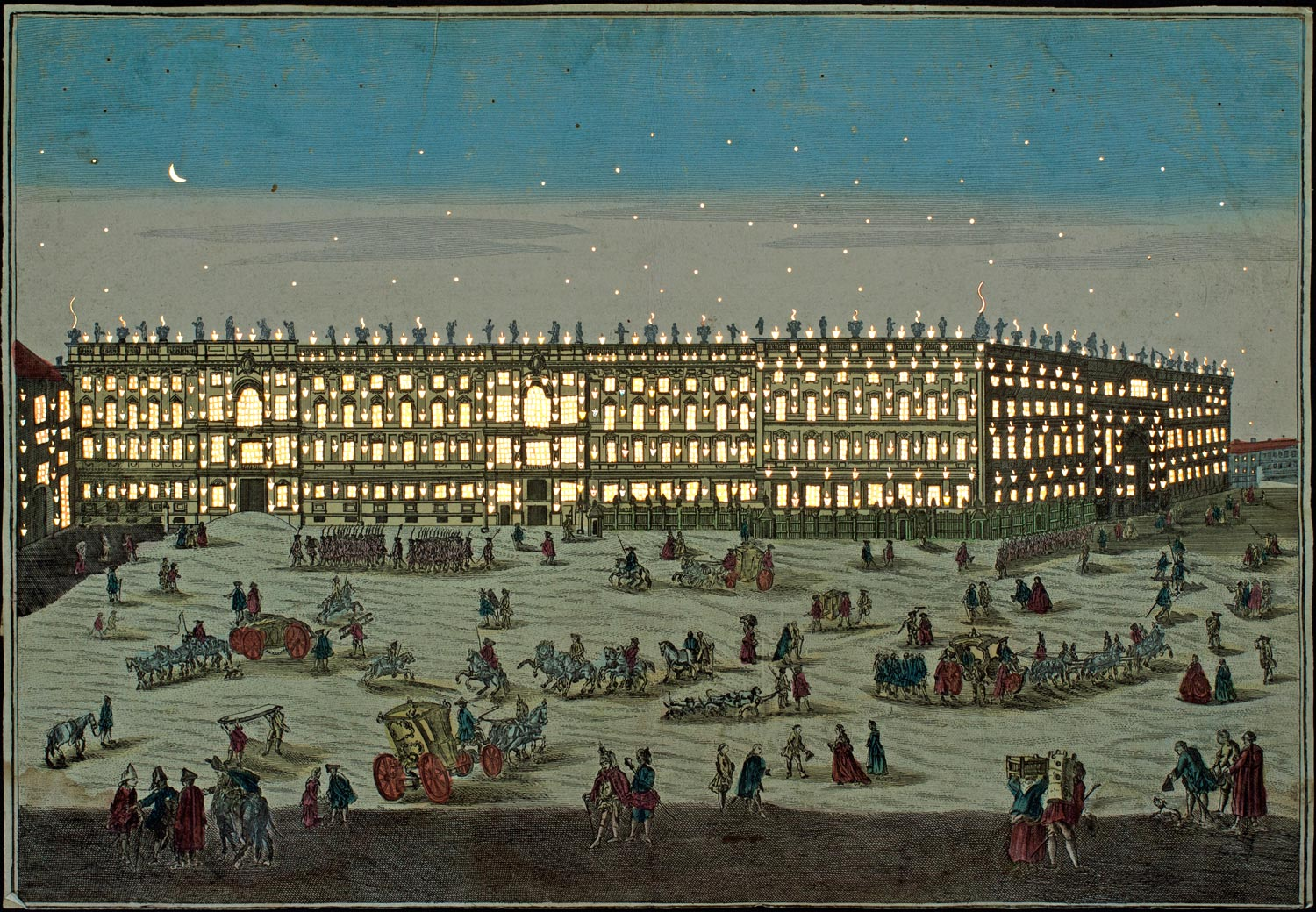
The Berlin Palace as an illuminated peep box picture of 1780

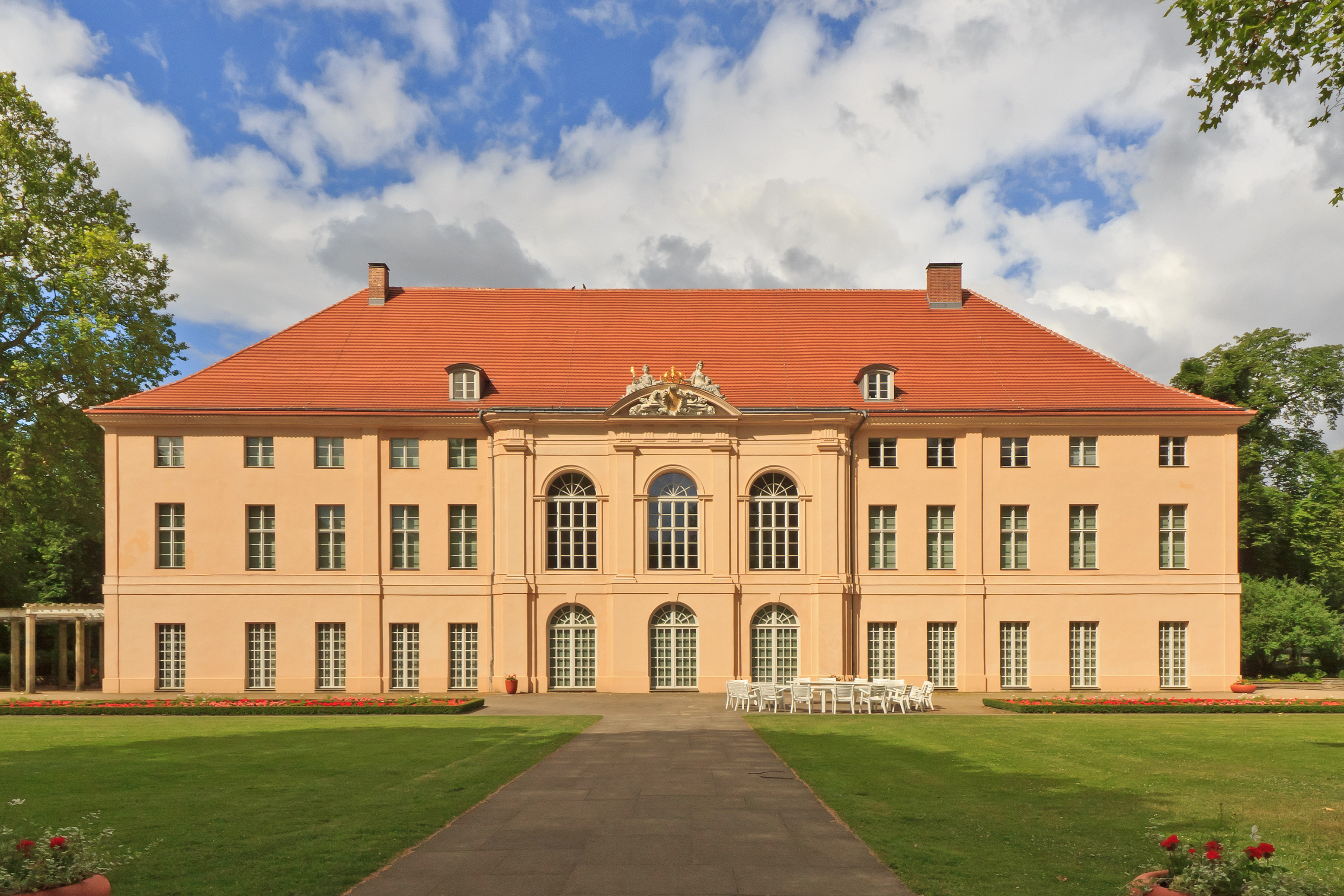
Dinh thự mùa hè của Elisabeth, Cung điện Schönhausen gần Berlin

Elisabeth có một vai trò nổi bật và được nhiều người biết đến ở Phổ. Suốt 17 năm đầu thời kì trị vì của chồng, bà chia sẻ nhiệm vụ đại diện hoàng gia với mẹ chồng cho đến khi bà mất vào năm 1757, sau đó bà phải tự mình xử lí chúng, vì là thành viên hoàng tộc duy nhất sống trong vương cung Berlin rộng lớn. Friedrich cũng giao cho Elisabeth cung điện mùa hè của riêng bà, Cung điện Schönhausen gần Berlin, và cho trang trí chỗ ở của bà tại cung điện hoàng gia Berlin, chỉ định một hội đồng để hỗ trợ bà điều hành các công vụ tại kinh thành. Tại Berlin, Elisabeth đón tiếp các vương công, đại sứ and tướng lĩnh; thiết đãi hoàng gia và lãnh chúa Phổ bằng các buổi lễ; và chủ trì một nhóm các nhà thần học Luther như Anton Friedrich Büsching, Johann Joachim Spalding và Johann Friedrich Zöllner. At both residences, she presided at the weekly reception days, courtage, which were the only occasions where the entire Prussian royal court assembled as a whole during the reign of Friedrich the Great, who hardly ever took part himself. In addition to the courtages, large dinners, balls, opera performances, ambassador's receptions and family celebrations (birthdays, christenings, weddings) were on her program. Her receptions were always well attended as she hosted the only court life taking place in Prussia at the time, which made it an important social center and a place to meet important people.
A reception by Elisabeth Christine in Schönhausen was described in 1779 by the English tourist Dr. Moore:
The Queen has one Court-day in the week, when the Princes, nobility, and foreign ambassadors wait upon her, at five o' clock. After she has made the tour of the circle, and said a few words to each, she seats herself at the card-table. The Queen has her own table, and each of the Princesses has one. The rest of the company shows itself a moment at each of these card tables, and then the attendance for the day is over, and they walk in the garden, or form other card-tables in the other rooms, as it pleases them, and return to Berlin at dusk. Sometimes the Queen invites a good many of them to supper, and then they remain till midnight. These are the only assemblies where one meets the Berlin ladies in summer.

Despite the fact that Friedrich entrusted the role of representation to her, he did not always give her the funds necessary to play this role, and it caused surprise to foreigners that the king did not give the queen funds necessary to entertain more lavishly. As the king became more spartan over the years, the receptions of the queen became more underfunded, Charpentier once joking: "The Queen must have a grand gala tonight; I saw an old lamp lighted on the staircase as I passed!" The king himself only very rarely attended any of the court events, while the queen was always present. He visited the birthday celebration of the queen only twice between 1741 and 1762. Friedrich was often absent even at his own official birthday celebration, where she received birthday congratulations in his place, and when he did attend, he normally appeared very briefly. Friedrich was often absent even at important functions, such as the state visit of the Tsesarevich Paul in 1776.
When he did appear in Berlin, mainly during the carnival ball season, Friedrich normally did not represent at his own apartment, but merely visited the queen's reception in her apartment. While he on rare occasions participated in Berlin court life, he never visited her court at Schönhausen, nor was she ever invited to Sanssouci. On the one hand, compliance with protocol and etiquette was important to him, so he made sure that the queen's carriage always drove directly behind his on ceremonial processions, even in front of that of his adored mother. On the other hand, he humiliated her by not even inviting her to some important celebrations. Neither did she receive an invitation to the inauguration of the new wing of Charlottenburg Palace in the summer of 1746, nor to a large celebration that the king gave in August 1749 in honor of his mother in Sanssouci.
In 1763, when after the Seven Years' War, Friedrich saw his wife for the first time in six years, he only told her "Madame has become more stout" and then turned to his waiting sisters. Despite his lack of interest in her person, he demanded that she should be respected in her capacity as a queen, but his separation from her along with her aroused pity made it hard for her to receive respect from the nobility: on one occasion, the opera singers refused to appear at her concert and she forced Friedrich to demand that she be treated with respect. In many aspects her situation was similar to that of her sister-in-law, Princess Wilhelmina, the neglected wife of the king's brother Prince Henry, only that the queen consort had an important representational task.

### Ảnh hưởng
During the Seven Years' War, the king was permanently absent from the capital for six years, which made the queen the symbol of Prussian resilience in the capital during the crisis. Elisabeth was often greeted by cheering crowds when she appeared in public.  When Berlin was threatened in 1757, it was Elisabeth who took the responsibility for the royal house and ordered for its evacuation to Magdeburg. She was able to return to Berlin in 1758, but was again forced to evacuate in 1760. It was on the first of these occasions that she saw Sanssouci for the first time.
Elisabeth was interested in political literature and authored several translations under the pseudonym "Constance". After the death of her friend Sophie Caroline von Camas in 1766, she published a French translation of Le Chrétien dans la Solitude. Her translations of the Réflexions sur l'etat des affaires publiques en 1778 aroused public patriotism during the War of Bavarian Succession. Her political works were included in the royal library and the king presented her with his own ideas.
Elisabeth successfully introduced silk cultivation to Prussia and was involved in charity, to which she contributed 23,000 thalers out of her allowance of 40,000 thalers, more than half her income. She said of herself: "God has graciously kept me, so that I need not reproach myself for any action by which any person has with my knowledge been hurt." Elisabeth is noted to have acted as an intermediary and interceded in favor of supplicants. She particularly supported the French émigrés community in Berlin. Spalding commented: "her memory will always be blessed as a touching example of the noblest mental qualities, the most enlightened and lively piety, and the most wonderfully active benevolence."

## Thái hậu

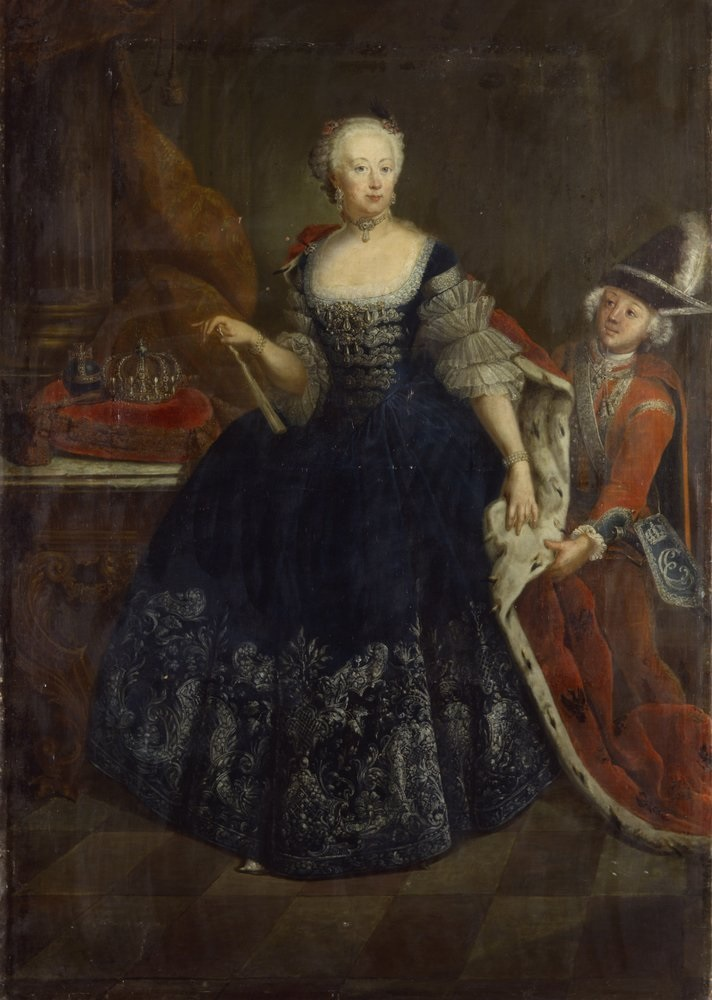
Elisabeth Christine khi là Thái hậu

Elisabeth Christine became queen dowager upon the death of Friedrich the Great on 17 August 1786. Elisabeth was not present at the death of her spouse and had not seen him since January of that year, but was given public sympathy for his death because of the popularity she enjoyed among the public, to all of whom, according to Spalding, she was "so dear in her affliction." She commented on the death of Friedrich to his successor, Friedrich William II, with the words:
Frederick the Great would have been adored for his great qualities had he been only a private individual; all great Princes might take example from him; he reigned like the true father of his people. He was a true friend himself, but he had many false ones, who, under the mask of attachment, separated him from those who were devoted to him heart and soul; yet these deceitful persons caused him sorrow when he discovered their falsehood, and he rendered justice to his true friends without bringing them into notice, lest he should expose them to persecution. He was generous and beneficent, he maintained his position without hauteur, and in society he was like a private gentleman.

In the will of Friedrich the Great, Elisabeth was secured not only the continuation of her usual income, but also an additional 10,000 thalers annually, residence, games, wine, and firewood in the royal palaces of her choice, and a directive that his successor and nephew Friedrich William always treat her with respect due to her position. As queen dowager, Elisabeth Christine had an active role in public life. Due to her long experience in handling the representational life of the reign of Friedrich the Great, "the Queen Dowager, who, by her circumspection and natural dignity, was of more importance than the Queen", was often consulted in court matters. She was a center in the family life of the royal house, corresponding with them while they were away, particularly with her former foster daughter Princess Frederica Charlotte of Prussia.

## Tổ tiên
| \| \| \| \| \| \| \| \| \| \| \| 8. August II xứ Braunschweig-Wolfenbüttel \| \| \| \| \| \| \| \| \| \| \| \| \| \| \| \| \| \| \| \| \| \| \| \| \| \| \| \| \| \| \| \| \| \| \| \| \| \| \| \| \| \| \| \| \| \| \| \| \| \| \| 4. Ferdinand Albrecht I xứ Braunschweig-Wolfenbüttel-Bevern \| \| \| \| \| \| \| \| \| \| \| \| \| \| \| \| \| \| \| \| \| \| \| \| \| \| \| \| \| \| \| \| \| \| \| \| \| \| \| \| \| \| \| \| \| \| \| \| \| \| \| \| \| \| \| \| \| \| \| \| 9. Elisabeth Sophie xứ Mecklenburg \| \| \| \| \| \| \| \| \| \| \| \| \| \| \| \| \| \| \| \| \| \| \| \| \| \| \| \| \| \| \| \| \| \| \| \| \| \| \| \| \| \| \| \| \| \| \| \| \| \| \| \| \| \| \| \| \| \| \| \| 2. Ferdinand Albrecht II xứ Braunschweig-Wolfenbüttel \| \| \| \| \| \| \| \| \| \| \| \| \| \| \| \| \| \| \| \| \| \| \| \| \| \| \| \| \| \| \| \| \| \| \| \| \| \| \| \| \| \| \| \| \| \| \| \| \| \| \| \| \| \| \| \| \| \| \| \| 10. Friedrich xứ Hessen-Eschwege \| \| \| \| \| \| \| \| \| \| \| \| \| \| \| \| \| \| \| \| \| \| \| \| \| \| \| \| \| \| \| \| \| \| \| \| \| \| \| \| \| \| \| \| \| \| \| \| \| \| \| \| \| \| \| \| \| \| \| \| 5. Christine xứ Hessen-Eschwege \| \| \| \| \| \| \| \| \| \| \| \| \| \| \| \| \| \| \| \| \| \| \| \| \| \| \| \| \| \| \| \| \| \| \| \| \| \| \| \| \| \| \| \| \| \| \| \| \| \| \| \| \| \| \| \| \| \| \| \| 11. Eleonore Katharine xứ Pfalz-Zweibrücken-Kleeburg \| \| \| \| \| \| \| \| \| \| \| \| \| \| \| \| \| \| \| \| \| \| \| \| \| \| \| \| \| \| \| \| \| \| \| \| \| \| \| \| \| \| \| \| \| \| \| \| \| \| \| \| \| \| \| \| \| \| \| \| 1. Elisabeth Christine xứ Braunschweig-Wolfenbüttel-Bevern \| \| \| \| \| \| \| \| \| \| \| \| \| \| \| \| \| \| \| \| \| \| \| \| \| \| \| \| \| \| \| \| \| \| \| \| \| \| \| \| \| \| \| \| \| \| \| \| \| \| \| \| \| \| \| \| \| \| \| \| 12. Anton Ulrich I xứ Braunschweig-Wolfenbüttel \| \| \| \| \| \| \| \| \| \| \| \| \| \| \| \| \| \| \| \| \| \| \| \| \| \| \| \| \| \| \| \| \| \| \| \| \| \| \| \| \| \| \| \| \| \| \| \| \| \| \| \| \| \| \| \| \| \| \| \| 6. Ludwig Rudolf xứ Braunschweig-Wolfenbüttel \| \| \| \| \| \| \| \| \| \| \| \| \| \| \| \| \| \| \| \| \| \| \| \| \| \| \| \| \| \| \| \| \| \| \| \| \| \| \| \| \| \| \| \| \| \| \| \| \| \| \| \| \| \| \| \| \| \| \| \| 13. Elisabeth Juliane xứ Schleswig-Holstein-Sonderburg-Norburg \| \| \| \| \| \| \| \| \| \| \| \| \| \| \| \| \| \| \| \| \| \| \| \| \| \| \| \| \| \| \| \| \| \| \| \| \| \| \| \| \| \| \| \| \| \| \| \| \| \| \| \| \| \| \| \| \| \| \| \| 3. Antoinette xứ Braunschweig-Wolfenbüttel \| \| \| \| \| \| \| \| \| \| \| \| \| \| \| \| \| \| \| \| \| \| \| \| \| \| \| \| \| \| \| \| \| \| \| \| \| \| \| \| \| \| \| \| \| \| \| \| \| \| \| \| \| \| \| \| \| \| \| \| 14. Albrecht Ernst I xứ Oettingen-Oettingen \| \| \| \| \| \| \| \| \| \| \| \| \| \| \| \| \| \| \| \| \| \| \| \| \| \| \| \| \| \| \| \| \| \| \| \| \| \| \| \| \| \| \| \| \| \| \| \| \| \| \| \| \| \| \| \| \| \| \| \| 7. Christine Luise xứ Oettingen-Oettingen \| \| \| \| \| \| \| \| \| \| \| \| \| \| \| \| \| \| \| \| \| \| \| \| \| \| \| \| \| \| \| \| \| \| \| \| \| \| \| \| \| \| \| \| \| \| \| \| \| \| \| \| \| \| \| \| \| \| \| \| 15. Christine Friederike xứ Württemberg \| \| \| \| \| \| \| \| \| \| \| \| \| \| \| \| \| \| \| \| \| \| \| \| \| \| \| \| \| \| \| \| \| \| \| \| \| \| \| \| \| \| \| |                                                                |  |  |  |  |  |  |  |  |                                           |  |  |  |
| |                                                                |  |  |  |  |  |  |  |  | 8. August II xứ Braunschweig-Wolfenbüttel |  |  |  |
| |                                                                |  |  |  |  |  |  |  |  |                                           |  |  |  |
| |                                                                |  |  |  |  |  |  |  |  |                                           |  |  |  |
| |                                                                |  |  |  |  |  |  |  |  |                                           |  |  |  |
| | 4. Ferdinand Albrecht I xứ Braunschweig-Wolfenbüttel-Bevern    |  |  |  |  |  |  |  |  |                                           |  |  |  |
| |                                                                |  |  |  |  |  |  |  |  |                                           |  |  |  |
| |                                                                |  |  |  |  |  |  |  |  |                                           |  |  |  |
| |                                                                |  |  |  |  |  |  |  |  |                                           |  |  |  |
| | 9. Elisabeth Sophie xứ Mecklenburg                             |  |  |  |  |  |  |  |  |                                           |  |  |  |
| |                                                                |  |  |  |  |  |  |  |  |                                           |  |  |  |
| |                                                                |  |  |  |  |  |  |  |  |                                           |  |  |  |
| |                                                                |  |  |  |  |  |  |  |  |                                           |  |  |  |
| | 2. Ferdinand Albrecht II xứ Braunschweig-Wolfenbüttel          |  |  |  |  |  |  |  |  |                                           |  |  |  |
| |                                                                |  |  |  |  |  |  |  |  |                                           |  |  |  |
| |                                                                |  |  |  |  |  |  |  |  |                                           |  |  |  |
| |                                                                |  |  |  |  |  |  |  |  |                                           |  |  |  |
| | 10. Friedrich xứ Hessen-Eschwege                               |  |  |  |  |  |  |  |  |                                           |  |  |  |
| |                                                                |  |  |  |  |  |  |  |  |                                           |  |  |  |
| |                                                                |  |  |  |  |  |  |  |  |                                           |  |  |  |
| |                                                                |  |  |  |  |  |  |  |  |                                           |  |  |  |
| | 5. Christine xứ Hessen-Eschwege                                |  |  |  |  |  |  |  |  |                                           |  |  |  |
| |                                                                |  |  |  |  |  |  |  |  |                                           |  |  |  |
| |                                                                |  |  |  |  |  |  |  |  |                                           |  |  |  |
| |                                                                |  |  |  |  |  |  |  |  |                                           |  |  |  |
| | 11. Eleonore Katharine xứ Pfalz-Zweibrücken-Kleeburg           |  |  |  |  |  |  |  |  |                                           |  |  |  |
| |                                                                |  |  |  |  |  |  |  |  |                                           |  |  |  |
| |                                                                |  |  |  |  |  |  |  |  |                                           |  |  |  |
| |                                                                |  |  |  |  |  |  |  |  |                                           |  |  |  |
| | 1. Elisabeth Christine xứ Braunschweig-Wolfenbüttel-Bevern     |  |  |  |  |  |  |  |  |                                           |  |  |  |
| |                                                                |  |  |  |  |  |  |  |  |                                           |  |  |  |
| |                                                                |  |  |  |  |  |  |  |  |                                           |  |  |  |
| |                                                                |  |  |  |  |  |  |  |  |                                           |  |  |  |
| | 12. Anton Ulrich I xứ Braunschweig-Wolfenbüttel                |  |  |  |  |  |  |  |  |                                           |  |  |  |
| |                                                                |  |  |  |  |  |  |  |  |                                           |  |  |  |
| |                                                                |  |  |  |  |  |  |  |  |                                           |  |  |  |
| |                                                                |  |  |  |  |  |  |  |  |                                           |  |  |  |
| | 6. Ludwig Rudolf xứ Braunschweig-Wolfenbüttel                  |  |  |  |  |  |  |  |  |                                           |  |  |  |
| |                                                                |  |  |  |  |  |  |  |  |                                           |  |  |  |
| |                                                                |  |  |  |  |  |  |  |  |                                           |  |  |  |
| |                                                                |  |  |  |  |  |  |  |  |                                           |  |  |  |
| | 13. Elisabeth Juliane xứ Schleswig-Holstein-Sonderburg-Norburg |  |  |  |  |  |  |  |  |                                           |  |  |  |
| |                                                                |  |  |  |  |  |  |  |  |                                           |  |  |  |
| |                                                                |  |  |  |  |  |  |  |  |                                           |  |  |  |
| |                                                                |  |  |  |  |  |  |  |  |                                           |  |  |  |
| | 3. Antoinette xứ Braunschweig-Wolfenbüttel                     |  |  |  |  |  |  |  |  |                                           |  |  |  |
| |                                                                |  |  |  |  |  |  |  |  |                                           |  |  |  |
| |                                                                |  |  |  |  |  |  |  |  |                                           |  |  |  |
| |                                                                |  |  |  |  |  |  |  |  |                                           |  |  |  |
| | 14. Albrecht Ernst I xứ Oettingen-Oettingen                    |  |  |  |  |  |  |  |  |                                           |  |  |  |
| |                                                                |  |  |  |  |  |  |  |  |                                           |  |  |  |
| |                                                                |  |  |  |  |  |  |  |  |                                           |  |  |  |
| |                                                                |  |  |  |  |  |  |  |  |                                           |  |  |  |
| | 7. Christine Luise xứ Oettingen-Oettingen                      |  |  |  |  |  |  |  |  |                                           |  |  |  |
| |                                                                |  |  |  |  |  |  |  |  |                                           |  |  |  |
| |                                                                |  |  |  |  |  |  |  |  |                                           |  |  |  |
| |                                                                |  |  |  |  |  |  |  |  |                                           |  |  |  |
| | 15. Christine Friederike xứ Württemberg                        |  |  |  |  |  |  |  |  |                                           |  |  |  |
| |                                                                |  |  |  |  |  |  |  |  |                                           |  |  |  |
| |                                                                |  |  |  |  |  |  |  |  |                                           |  |  |  |